# Štadión MFK Zvolen
Štadión MFK Zvolen – stadion piłkarski w Zwoleniu, na Słowacji. Obiekt może pomieścić 1780 widzów. Swoje spotkania rozgrywają na nim piłkarze klubu MFK Zvolen.
W 2016 roku stadion przeszedł gruntowną modernizację. Zlikwidowana została bieżnia lekkoatletyczna i stare trybuny, a w zamian wybudowano nowe, sytuowane bliżej boiska. Pojemność obiektu uległa redukcji z 6500 do 1780 widzów.